# Peridroma nepalicola
Peridroma nepalicola är en fjärilsart som beskrevs av Márton Hreblay och Ronkay. Peridroma nepalicola ingår i släktet Peridroma och familjen nattflyn. Inga underarter finns listade i Catalogue of Life.